# Anglický voláč zakrslý
Anglický voláč zakrslý je plemeno holuba domácího, vzhledově prakticky stejné jako anglický voláč, ale je asi o jednu třetinu menší.
Anglický voláč zakrslý je zmenšeninou anglického voláče velkého: jeho hlava odpovídá proporcemi hlavě holuba skalního, jen čelo je poněkud vyšší. Oči jsou oranžové, v bílém peří vikvové. a tvoří podklad pro velké, kulovité a ve své dolní části dobře podvázané vole. Hruď je štíhlá, záda úzká a dlouhá, křídla jsou dlouhá, sevřená a nad ocasem překřížená. Nohy jsou dlouhé, vyrůstají jakoby z jednoho místa a jsou rozbíhavé, běháky jsou jemné, opeřené, ale rousky jsou spíše řidší a kratší, supí pera zcela chybí. Je jen o málo větší než podobný brněnský voláč. V porovnáním s ním je štíhlejší, jeho končetiny se při těle sbíhají a má opeřené běháky a prsty, brněnský voláč má běháky neopeřené a rovnoběžné. 
Na barvu opeření se v chovu anglických voláčů zakrslých neklade až takový důraz, důležitá je harmonie tělesných tvarů. Anglický voláč zakrslý se chová v bílé barvě, ostatní barevné rázy mají tzv. anglickou kresbu: na barevném voleti je bilý půlměsíc, který končí asi 2 cm od očí, bílé jsou i ruční letky, rozety tvořené bílými peříčky na ramínkách a spodní část těla od poloviny hrudní kosti k ocasu. Ocas je barevný, u červených a žlutých holubů světlý.